# Влкиня
Влкиня (словац. Vlkyňa, угор. Velkenye) — село, громада в окрузі Рімавська Собота, Банськобистрицький край, Словаччина. Кадастрова площа громади — 11,71 км². Населення — 389 осіб (за оцінкою на 31 грудня 2017 р.).
Перша згадка 1216 року.

## Населення
| Рік:            | 1994. | 2004.    | 2014.    | 2024.   |
| --------------- | ----- | -------- | -------- | ------- |
| Кількість осіб: | 306   | 337      | 403      | 401     |
| Різниця:        |       | +10,13 % | +19,58 % | -0,49 % |

| Рік:            | 2023. | 2024.   |
| --------------- | ----- | ------- |
| Кількість осіб: | 383   | 401     |
| Різниця:        |       | +4,69 % |